# Élections législatives de 1956 dans le territoire du Sénégal
Les élections législatives de 1956 dans le territoire du Sénégal sont des élections françaises qui ont eu lieu le 2 janvier 1956  dans le Territoire du Sénégal dans le cadre des élections législatives françaises de 1956, sous la IVe République.
Ce sont les dernières élections législatives de la Quatrième république, après les élections de novembre 1946 et de juin 1951.

## Mode de scrutin
L'Assemblée nationale est composée de 626 sièges pourvus au scrutin proportionnel plurinominal suivant la règle de la plus forte moyenne, sans panachage.
Dans le territoire du Sénégal, trois députés sont à élire.

## Élus
| Député sortant        | Parti | Parti | Député élu ou réélu   | Parti | Parti |
| --------------------- | ----- | ----- | --------------------- | ----- | ----- |
| Amadou Lamine-Guèye   |       | SFIO  | Mamadou Dia           |       | BDS   |
| Léopold Sédar Senghor |       | BDS   | Léopold Sédar Senghor |       | BDS   |

## Résultats

### Résultats à l'échelle du territoire
| Parti    | Parti    | Tête de liste         | Résultats | Résultats | Sièges |  |
| Parti    | Parti    | Tête de liste         | Voix      | %         |        |  |
| -------- | -------- | --------------------- | --------- | --------- | ------ |  |
|          | BDS      | Léopold Sédar Senghor | 346 266   | 76,12     | 2 1    |  |
|          | SFIO     | Amadou Lamine-Guèye   | 101 732   | 22,36     | - 1    |  |
|          | UDS      | Abdoulaye Guèye       | 6 888     | 1,51      | -      |  |
|          |          |                       |           |           |        |  |
| Inscrits | Inscrits | Inscrits              | 835 035   | 100,00    | 2      |  |
| Votants  | Votants  | Votants               | 457 014   | 54,73     |        |  |
| Exprimés | Exprimés | Exprimés              | 454 886   | 99,53     |        |  |